# Hdatta
Hdatta ou Haditha (syriaque ܚܕܬܐ, Ḥdatta ; arabe : الحديثة al-Ḥadīt̲a), est une antique cité, aujourd'hui disparue, de la rive occidentale du Tigre juste en dessous de sa confluence avec le Grand Zab. La cité était florissante sous les Sassanides et a décliné au fur et à mesure de l'ère islamique.

## Histoire
La cité a été fondée sous les Sassanides sous le nom persan de Newkart (ce qui signifie « nouvellement fondée » ou « la neuve »), et qui est traduit de la même manière en syriaque et en arabe.
Selon al-Baladhouri, historien perse musulman du IXe siècle, la ville aurait été dénommée de cette manière lorsque les habitants de Firouz Chabour (en Mésopotamie centrale) ont migré dans cette région et ont donné son nom à la nouvelle cité.
La ville acquiert un certain renom et devient un siège épiscopal de l'Église de l'Orient sous la juridiction de la province ecclésiastique de l'Adiabène. Il y avait aussi une communauté juive importante, dont certains se convertirent au christianisme, notamment des mains de l'évêque Titus de Hdatta au VIe siècle.
La cité prospéra et s'étendit encore tout au début de l'Empire des Abbassides, ainsi le quatrième calife Al-Hadi s'y installa peu avant sa mort. Le général Moussa ibn Bougha tint son état-major à Haditha pendant l'épisode de l'anarchie de Samarra (861-870). Malgré l'islamisation progressive de la région, la population de la ville demeura chrétienne sous l'obédience de l'Église de l'Orient. Certains des évêques de Hdatta, comme Abraham de Marga, devinrent même catholicos de l'Orient, et d'autres, comme Yechoudad de Merv, écrivirent des livres de théologie faisant référence.
L'importance de Hdatta a commencé à décliner dans les siècles suivants, puis elle a été détruite au moment de l'invasion mongole du XIIIe siècle.